# کارل یوهان اسونسون
کارل یوهان اسونسون (انگلیسی: Karl Johan Svensson؛ ۱۲ مارس ۱۸۸۷ – ۲۰ ژانویه ۱۹۶۴) ژیمناست هنری اهل سوئد بود.
وی در مسابقات کشوری و بین‌المللی در مجموع برندهٔ ۲ مدال طلا شده‌است.